# Hajtach
Hajtach – wieś w Armenii, w prowincji Armawir. W 2011 roku liczyła 2612 mieszkańców.